# Arilsulfataza B
Arilsulfataza B (ARSB) enzim je vezan za mukopolisaharidozu VI.
Arilsulfataza B je deo grupe arilsulfataznih enzima prisutnih u lizozomima jetre, pankreasa, i bubrega životinja. Svrha ovog enzima je hidroliza sulfata u telu. ARSB ne razlaže glikozaminoglikane (GAGs), koji su veliki šećerni molekuli tela. ARSB deluje na dva GAG molekula: dermatan sulfat i hondroitin sulfat.

## Literatura
- Nicholas C. Price; Lewis Stevens (1999). Fundamentals of Enzymology: The Cell and Molecular Biology of Catalytic Proteins (Third изд.). USA: Oxford University Press. ISBN 019850229X.
- Eric J. Toone (2006). Advances in Enzymology and Related Areas of Molecular Biology, Protein Evolution (Volume 75 изд.). Wiley-Interscience. ISBN 0471205036.
- Branden C; Tooze J. Introduction to Protein Structure. New York, NY: Garland Publishing. ISBN 0-8153-2305-0.
- Irwin H. Segel. Enzyme Kinetics: Behavior and Analysis of Rapid Equilibrium and Steady-State Enzyme Systems (Book 44 изд.). Wiley Classics Library. ISBN 0471303097.
- William P. Jencks (1987). Catalysis in Chemistry and Enzymology. Dover Publications. ISBN 0486654605.

## Spoljašnje veze
- [http://medical-dictionary.thefreedictionary.com/arylsulfatase
- [http://www.rcsb.org/pdb/explore/explore.do?structureId=3ED4
- [http://ghr.nlm.nih.gov/gene/ARSB